# Cratere Istadoy
Istadoy  è un cratere sulla superficie di Venere.